# Emina Malagitsj
Emina Asimovna Malagitsch (Russisch: Эмина Асимовна Малагич) (Moskou, 29 augustus 1995) is een Russische shorttrackster. 
In 2013 werd ze derde op de Wereldkampioenschappen Shorttrack voor Junioren in Warschau.
Op 8 november 2014 reed ze haar eerste World Cup-wedstrijd.
Op de Wereldkampioenschappen shorttrack 2016 reed ze voor Rusland op het onderdeel aflossing, waar zij de bronzen medaille behaalde.
In 2018 kwam ze voor Rusland uit op de Olympische Winterspelen in Zuid-Korea. 
In 2020 reed ze wederom voor brons op de Europese kampioenschappen shorttrack 2020 op het onderdeel aflossing.